# Slipknot (band)
Slipknot is een Amerikaanse nu-metalband uit Des Moines, Iowa die in 1995 werd opgericht door bassist Paul Gray, percussionist Shawn Crahan en zanger Anders Colsefni.

## Geschiedenis
Al in 1993 hadden Shawn, Paul en Anders plannen om een band op te richten. De bandnaam, Slipknot, werd pas na een paar jaar gevonden. Slipknot heeft veel namen gehad in de periode voordat de band bekend werd (er bestaan overigens geruchten dat de naam Slipknot zou zijn afgeleid van de gelijknamige oude webbrowser). De naam Slipknot betekent 'schuifknoop', wat een vereenvoudigde variant is van de 'strop' (beulsknoop). In 1995 was de band een definitief feit en het eerste album, Mate.Feed.Kill.Repeat, kwam reeds een jaar later uit.  
De eerste bezetting van de band bestond uit zanger Anders Colsefni, gitaristen Josh Brainard en Donnie Steele, bassist Paul Gray en drummer Shawn Crahan. Kort na de eerste repetities kwam drummer Joey Jordinson erbij en werden Anders en Shawn ook percussionist. In 1996 verliet Donnie de band en werd vervangen door Craig Jones. Kort erna werd Mick Thomson de gitarist en werd Craig toetsenist en sampler. In 1997 kwam Corey Taylor bij de band als zanger waardoor Anders in plaats van zang achtergrondzang ging doen. Kort erna verliet Anders de band en werd vervangen door Greg Welts. In 1998 kwam dj Sid Wilson erbij. Datzelfde jaar verliet Greg de band en werd kort vervangen door Brandon Darner en werd daarna permanent vervangen door Chris Fehn. In 1999 verliet Josh de band en werd vervangen door Jim Root. Uiteindelijk bestond de band uit zanger Corey Taylor (#8), gitaristen Mick Thomson (#7) en Jim Root (#4), toetsenist en sampler Craig Jones (#5), diskjockey Sid Wilson (#0), bassist Paul Gray (#2), drummer Joey Jordison (#1) en percussionisten Shawn Crahan (#6) en Chris Fehn (#3). 
Paul Gray overleed in 2010. Na de dood van Gray hieven ze de getallen voor de bandleden op. Joey Jordinson werd uit de band gezet in 2013. Jordinson en Gray werden vervangen door drummer Jay Weinberg (de zoon van Max Weinberg) en bassist Allessandro Venturella. Chris Fehn werd uit de band gezet in 2019 en werd vervangen door Michael Pfaff. Craig Jones en Jay Weinberg verlieten de band in 2023. Craig en Jay werden vervangen in 2024 door Jeff Karnowski en Eloy Casagrande.
Het eerste album werd door de band in eigen beheer uitgebracht. Latere albums werden uitgebracht door Roadrunner. Slipknot behoort tot de hardere nu-metalbands en is een van de bestverkochte bands in het genre. De band onderscheidt zich door de vrij ingewikkelde muzikale structuren, het gebruik van horrorelementen, door minder rap en meer grunt voor de zang te kiezen, maskers te dragen tijdens optredens en getallen als naam te gebruiken om hun identiteit te verbergen.

## Maskers
Alle bandleden zijn zowel op het podium als in videoclips gemaskerd. Meestal worden er na elke tournee of na elk nieuw album nieuwe maskers gedragen. Het idee om maskers te dragen begon bij Shawn (percussionist), die tijdens een repetitie met een clownsmasker op achter het drumstel zat. De leden kregen zo het idee om dit verder uit te werken en individuele maskers te ontwerpen. Als ze hun maskers opzetten "stappen ze in de wereld van Slipknot".
De huidige maskers zijn deels gebaseerd op de maskers van 1999 vanwege het 25-jarige jubileum van het debuutalbum van de band

### Huidige maskers
- (#8) Corey Taylor: draagt een bruin masker met dreadlocks en nepbeschadigingen
- (#7) Mick Thompson: draagt een groot latex masker met een rooster voor de mond
- (#6) Shawn "Clown" Crahan: draagt een clownsmasker
- (#4) Jim Root: draagt een simpel wit masker met boze expressie, de onderkaak van het masker is verwijderd
- (#0) Sid Wilson: draagt een goud met zwarte gasmasker
- (V) Alessandro Venturella: draagt een bruin masker met rode Chinese decoratie waarvan een deel ook wit is
- Michael Pfaff: draagt een wit masker met ritsen voor de mond en de ogen en heeft twee lange slierten uitsteken aan beide kanten van het masker
- Jeff Karnowski: draagt een wit masker met een dichte mond en rode strepen over het gezicht
- Eloy Casagrande: draagt een wit masker met een stip op het voorhoofd met een rits in de mond

## Discografie

### Albums

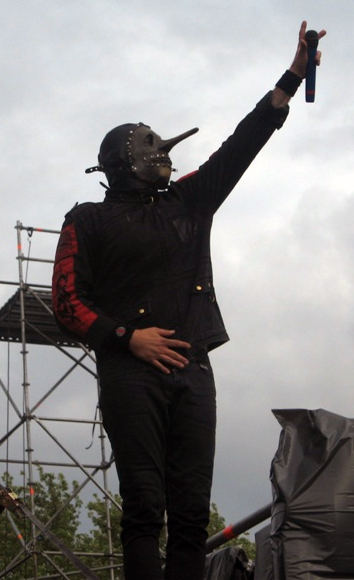
Slipknot tijdens het Sonisphere festival, 20 juni 2009 Goffertpark/Nijmegen

| Album met eventuele hitnotering(en) in de Nederlandse Album Top 100 | Datum van verschijnen | Datum van binnenkomst | Hoogste positie | Aantal weken | Opmerkingen |
| ------------------------------------------------------------------- | --------------------- | --------------------- | --------------- | ------------ | ----------- |
| Mate.Feed.Kill.Repeat                                               | 31-10-1996            | -                     | -               | -            | Demo        |
| Slipknot                                                            | 29-06-1999            | 25-03-2000            | 42              | 24           | Goud        |
| Iowa                                                                | 28-08-2001            | 01-09-2001            | 15              | 7            |             |
| Vol 3: The Subliminal Verses                                        | 25-05-2004            | 29-05-2004            | 14              | 13           |             |
| 9.0: Live                                                           | 28-10-2005            | 05-11-2005            | 71              | 1            | Livealbum   |
| All Hope Is Gone                                                    | 22-08-2008            | 30-08-2008            | 6               | 11           |             |
| Antennas to hell                                                    | 20-07-2012            | 28-07-2012            | 79              | 2            | Compilatie  |
| .5: The gray chapter                                                | 17-10-2014            | 25-10-2014            | 13              | 3            |             |
| We Are Not Your Kind                                                | 09-08-2019            | 17-08-2019            | 2               | 5            |             |
| The End, So Far                                                     | 30-09-2022            | 08-10-2022            | 6               | 1            |             |

| Album met hitnotering(en) in de Vlaamse Ultratop 200 albums | Datum van verschijnen | Datum van binnenkomst | Hoogste positie | Aantal weken | Opmerkingen |
| ----------------------------------------------------------- | --------------------- | --------------------- | --------------- | ------------ | ----------- |
| Slipknot                                                    | 1999                  | 17/08/2019            | 109             | 2            |             |
| Iowa                                                        | 2001                  | 01-09-2001            | 4               | 8            |             |
| Vol 3: The Subliminal Verses                                | 2004                  | 29-05-2004            | 6               | 20           |             |
| 9.0: Live                                                   | 2005                  | 12-11-2005            | 53              | 3            | Livealbum   |
| All Hope is Gone                                            | 2008                  | 30-08-2008            | 5               | 14           |             |
| Antennas to hell                                            | 2012                  | 28-07-2012            | 32              | 12           | Compilatie  |
| .5: The gray chapter                                        | 2014                  | 25-10-2014            | 12              | 48           |             |
| Day Of The Gusano - Live In Mexico                          | 2017                  | 28/10/2017            | 96              | 2            | Livealbum   |
| We Are Not Your Kind                                        | 2019                  | 17/08/2019            | 1               | 20           |             |
| The End, So Far                                             | 2022                  | 08-10-2022            | 4               | 10           |             |

### Singles
| Single met eventuele hitnotering(en) in de Nederlandse Top 40 | Datum van verschijnen | Datum van binnenkomst | Hoogste positie | Aantal weken | Opmerkingen                                         |
| ------------------------------------------------------------- | --------------------- | --------------------- | --------------- | ------------ | --------------------------------------------------- |
| Wait and bleed                                                | 11-03-2000            | -                     |                 |              | Nr. 52 in de Single Top 100                         |
| Spit it out                                                   | 16-09-2000            | -                     |                 |              |                                                     |
| The heretic anthem                                            | 2001                  | -                     |                 |              |                                                     |
| Left behind                                                   | 2001                  | -                     |                 |              |                                                     |
| My plague                                                     | 22-09-2001            | -                     |                 |              |                                                     |
| Duality                                                       | 2004                  | -                     |                 |              | Nr. 63 in de Single Top 100                         |
| Vermillion                                                    | 16-10-2004            | -                     |                 |              |                                                     |
| Before I forget                                               | 2004                  | -                     |                 |              | Slipknot won met dit nummer hun allereerste Grammy. |
| The nameless                                                  | 2005                  | -                     |                 |              |                                                     |
| The blister exists                                            | 2006                  | -                     |                 |              |                                                     |
| Psychosocial                                                  | 2008                  | -                     |                 |              |                                                     |
| Dead memories                                                 | 2008                  | -                     |                 |              |                                                     |
| Sulfur                                                        | 2008                  | -                     |                 |              |                                                     |
| The negative one                                              | 2014                  | -                     |                 |              |                                                     |
| The devil in I                                                | 2014                  | -                     |                 |              |                                                     |
| Custer                                                        | 2015                  | -                     |                 |              |                                                     |
| Killpop                                                       | 2015                  | -                     |                 |              |                                                     |
| XIX                                                           | 2015                  | -                     |                 |              |                                                     |
| All out of life                                               | 2018                  | -                     |                 |              |                                                     |
| Unsainted                                                     | 2019                  | -                     |                 |              |                                                     |

| Single met hitnotering(en) in de Vlaamse Ultratop 50 | Datum van verschijnen | Datum van binnenkomst | Hoogste positie | Aantal weken | Opmerkingen |
| ---------------------------------------------------- | --------------------- | --------------------- | --------------- | ------------ | ----------- |
| Duality                                              | 2004                  | 22-05-2004            | tip7            | -            |             |
| All Out Life                                         | 2018                  | 17/11/2018            | tip             | -            |             |
| Unsainted                                            | 2019                  | 25/05/2019            | tip             | -            |             |

### De Zwaarste Lijst
| De Zwaarste Lijst | 2009* | 2010* | 2011* | 2012* | 2013 | 2014 | 2015 | 2016 | 2017 | 2018 | 2019 | 2020 | 2021 | 2022 | 2023 | 2024 | 2025 |
| ----------------- | ----- | ----- | ----- | ----- | ---- | ---- | ---- | ---- | ---- | ---- | ---- | ---- | ---- | ---- | ---- | ---- | ---- |
| Duality           | 28    | 49    | 45    | 58    | 30   | 39   | 24   | 17   | 25   | 22   | 16   | 23   | 10   | 18   | 12   | 14   | 13   |
| Psychosocial      | -     | 55    | -     | -     | -    | -    | 52   | 32   | 36   | 46   | 30   | 39   | 36   | 37   | 29   | 37   | 53   |
| Spit It Out       | 66    | -     | -     | -     | -    | -    | -    | -    | -    | -    | -    | -    | -    | -    | -    | -    | -    |
| The Devil in I    | -     | -     | -     | -     | -    | -    | -    | 26   | 40   | -    | 51   | 61   | -    | -    | -    | -    | -    |
| Unsainted         | -     | -     | -     | -     | -    | -    | -    | -    | -    | -    | -    | 31   | 28   | 40   | 39   | -    | -    |
| Wait and Bleed    | 16    | 24    | 22    | 16    | 21   | 16   | 15   | 13   | 18   | 18   | 13   | 18   | 25   | 29   | 30   | 29   | 34   |

- Tot 2012 had de Zwaarste Lijst 70 plaatsen. Dit werd vanaf 2013 verminderd tot 66.

### Dvd's
- 4 december 1999: Welcome to Our Neighborhood
- 26 november 2002: Disasterpieces
- 5 december 2006: Voliminal: Inside the Nine
- 28 september 2010: (sic)nesses

| Dvd's met eventuele hitnoteringen in de Nederlandse Music Top 30 | Datum van verschijnen | Datum van binnenkomst | Hoogste positie | Aantal weken | Opmerkingen |
| ---------------------------------------------------------------- | --------------------- | --------------------- | --------------- | ------------ | ----------- |
| (Sic)Nesses - Live at download                                   | 2010                  | 02-10-2010            | 10              | 4            |             |
| Day of the Gusano - Live in Mexico                               | 2017                  | 28-10-2017            | 13              | 4            |             |

## Leden

### Huidige leden
- (#6) Shawn "Clown" Crahan - percussie, achtergrondzang (1995-heden), drums (1995)
- (#7) Mick Thomson - gitaar (1996-heden)
- (#8) Corey Taylor - zang (1997-heden)
- (#0) Sid Wilson - draaitafels (1998-heden), keyboard (2008-heden)
- (#4) Jim Root - gitaar (1999-heden)
- (V) Alessandro Venturella - basgitaar (2014-heden), keyboard (2018-heden)
- Michael "Tortilla Man" Pfaff - percussie, achtergrondzang (2019-heden)
- Jeff Karnowski - keyboard, samples (2023-heden)
- Eloy Casagrande - drums (2024-heden)

### Voormalige leden
- (#2) Paul Gray - basgitaar, achtergrondzang (1995-2010; overleden in 2010)
- (#4) Josh Brainard - gitaar, achtergrondzang (1995-1999)
- Anders Colsefni - percussie (1995-1997), zang (1995-1997), achtergrondzang (1997)
- Donnie Steele - gitaar (1995-1996), basgitaar (2011-2014)
- (#1) Joey Jordison - drums (1995-2013; overleden in 2021)
- (#5) Craig "133" Jones - keyboard, samples (1996-2023), gitaar (1996)
- (#3) Greg Welts - percussie, achtergrondzang (1997-1998)
- (ᗺ) Brandon Darner - percussie, achtergrondzang (1998)
- (#3) Chris Fehn - percussie, achtergrondzang (1998-2019)
- (J) Jay Weinberg - drums (2014-2023)

## Prijzen
- Met het nummer Before I Forget won de band een Grammy voor beste metalartiest.

## Tournees

### Eerste optredens
- Ozzfest (1999)
- Livin la Vida Loco (1999)

### Tournees
- World Domination Tour (1999-2000)
- Tattoo the Earth (2000)
- Iowa World Tour (2001-2002)
- The Subliminal Verses World Tour (2004-2005)
- All Hope Is Gone World Tour (2008-2009)
- Memorial World Tour (2011-2012)
- Prepare For Hell Tour (2014-2016)
- We Are Not Your Kind World Tour (2019-)